# 英國駐肯亞高級專員公署
英國駐肯亞高級專員公署（英語：High Commission of the United Kingdom, Nairobi）是大不列顛及北愛爾蘭聯合王國駐肯亞的外交代表機構。英國駐肯亞高級專員公署位於奈洛比。現任英國駐肯尼亞高級專員為簡·馬里奧特，於2019年9月上任。

## 歷史
肯亞於1963年脫離英國而獨立，兩國作為大英國協成員國而相互設立了高級專員公署。